# The Hot Stewards
The Hot Stewards is een Nederlandse poppunk/rockband, ontstaan in 2005. De huidige bandleden zijn afkomstig uit bands als The Spirit That Guides Us, Campsite en Jetsetready. Het eerste wapenfeit van de band was een ep met vier nummers, waarvan drie eigen composities en een cover van Bronski Beat's Smalltown Boy. Deze cover was de aanleiding voor het album Cover Up wat in 2007 verscheen, met daarop 11 jaren 80 hits gegoten in een poppunk-jasje. De covers van Wham! (The Edge of Heaven) en Paula Abdul (Straight Up) werden gedraaid op onder andere 3FM, Kink FM en de videoclip van Straight Up werd vertoond op MTV. In januari 2011 werd het tweede album, Ambassadors of Love uitgebracht. Begin 2012 maakte de band bekend uit elkaar te gaan. Het afscheidsconcert is op 28 juli in Dordrecht.

## Discografie

### Albums
- Cover Up (Sally Forth Records, 20 april 2007)
- Ambassadors Of Love (Dying Giraffe Recordings, 21 januari 2011)

### Ep's
- The Very Best Of The Hot Stewards (Sally Forth Records, 9 september 2005)